# Anistreplază
Anistreplaza este un medicament trombolitic utilizat pentru a trata tromboembolismul, în situații de urgență (precum infarctul miocardic acut). Calea de administrare disponibilă este cea intravenoasă. Este o enzimă trombolitică.